# Andrei Glavina

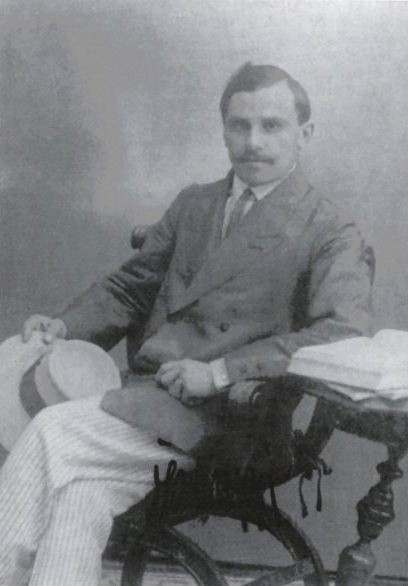
Glavina

Andrei Glavina (Susńievițe, Imperio austrohúngaro, 30 de noviembre de 1881-Pula, Reino de Italia, 9 de febrero de 1925) fue un político y escritor ítalo-croata, defensor de la identidad istorrumana, fue autor del primer libro en istrorrumano.

## Biografía
De origen humilde, en uno de sus viajes el folkorista rumano Teodor Burada lo eligió para que se educara en Rumanía en instituciones de reconocido prestigio para aprender rumano y lingüística neolatina y promover el resurgimiento del istorrumano. Tras estudiar en Iaşi y Blaj volvió a Istria en 1901, y enseñó italiano y rumano en Albona. Tras la Primera Guerra Mundial, se mudó a una aldea cerca de Učka y loitou y fue alcalde del cencejo Susńievițe (oficialmente Val d'Arsa) que unía siete localidades istrorrumanas, donde abogó por la recuperación de la cuenca del río Raša, la explotación de una mina de carbón y la creación de una escuela rumana en Istria, que desapareció con su muerte por tuberculosis en 1925.

## Obra
- Calendar lu Rumeri din Istria, 1905